# Булышкин, Александр Александрович
Алекса́ндр Алекса́ндрович Булы́шкин (родился, по разным версиям, 26 июля или 2 ноября 1893 года, Российская империя — умер 11 февраля 1961 года, СССР) — советский военный политработник, корпусной комиссар (1938). Участник гражданской войны в РСФСР (1918—1922).

## Биография
Член РСДРП(б) с 1912. 
В Красной армии с 1918, участник Гражданской войны на Восточном фронте против адмирала Колчака в 1919. С февраля 1918 назначается военным комиссаром Ольгопольского уезда, уездного городка Ольгополь Подольской губернии. В 1919 на Восточном фронте в должности военного комиссара 71-й стрелковой бригады, с 26 сентября 1919 — военком 25-й стрелковой дивизии. Под командованием И. С. Кутякова дивизия участвовала в Уральско-Гурьевской операции со 2 ноября 1919 по 10 января 1920 года, затем в операциях Юго-Западного фронта в период советско-польской войны в 1920 году. 
После войны оставлен в армии на политработе. В 1925 году — военком специальных курсов командного состава ВМС РККА. В 1928 году окончил Курсы усовершенствования политсостава при Военно-политической академии им. Н. Г. Толмачёва в Ленинграде. В 1927-1932 годах — заместитель начальника, с 1 октября по 1 ноября 1928 года исполнял должность начальника политического управления Морских сил Чёрного моря. С 1932 года состоял в дальневосточном отделении Всесоюзного общества старых большевиков во Владивостоке (членский билет № 1298). С 1932 по 1934 годы — член Реввоенсовета и начальник политического управления Морских сил Дальнего Востока (тогда в их состав входили Амурская военная флотилия и Тихоокеанская флотилия). С 1934 по 1937 года — помощник командующего Каспийской военной флотилии по политической части и начальник политического отдела КВФ. 
С мая 1937 по июль 1938 года — член Военного совета и начальник политического управления Балтийского флота. Принимал активное участие в необоснованных репрессиях против командно-начальствующего состава флота. За год работы на Балтике при непосредственном участии А. А. Булышкина были репрессированы 444 представителя командно-начальствующего состава флота, из них 64 были расстреляны.
Впоследствии Булышкин сам был подвергнут репрессиям, 19 июля 1938 года был снят с должности и уволен из РККФ, а также «по политическому недоверию» исключили из ВКП(б) 20 июня 1938 года. По данным некоторых авторов, вскоре арестовывался органами НКВД, но освобождён за отсутствием состава преступления. Но по другим данным, Булышкина уволили из флота в 1939 году, но не арестовывали.
С началом военных действий восстановлен в кадрах РККА, участник Великой Отечественной войны с июля 1941 на Северном и Ленинградском фронтах. С августа 1941 военный комиссар 6-й Ленинградской стрелковой дивизии народного ополчения (Октябрьского района) Ленинграда, находившейся в резерве фронта. С ноября 1941 года — военный комиссар штаба Ленинградской армии народного ополчения Ленинградского фронта. После расформирования армии служил в политуправлении Ленинградского фронта.
После войны находился на хозяйственной работе.

### Воинские звания
- дивизионный комиссар (2 января 1936)[9];
- корпусной комиссар (17 февраля 1938)[10].

### Награды
- два ордена Красного Знамени (15.03.1938, 6.11.1945)[11]
- Юбилейная медаль «XX лет Рабоче-Крестьянской Красной Армии» (22.02.1938)